# Dalaki
Dalaki (persiska: دالكی) är en ort i Iran. Den ligger i provinsen Bushehr, i den centrala delen av landet, 700 km söder om huvudstaden Teheran. Dalaki ligger 106 meter över havet och antalet invånare är 7 861.
Terrängen runt Dalaki är kuperad österut, men västerut är den platt. Runt Dalaki är det ganska glesbefolkat, med 43 invånare per kvadratkilometer. Närmaste större samhälle är Borāzjān, 19,1 km söder om Dalaki. Omgivningarna runt Dalaki är i huvudsak ett öppet busklandskap.